# ファースト・ハワイアン・バンク
ファースト・ハワイアン・バンク（英語: First Hawaiian Bank）はアメリカ合衆国ハワイ州ホノルルに本社を置く銀行で、預金高においてハワイ州で最大の銀行である。同行はハワイ全体で57支店、グアムに3支店、サイパンに2支店を持っている。

## 概要
ファースト・ハワイアン・バンクは1858年に創業し、1969年に現在の名称に変更している。 
1998年からはフランス・パリに本拠を置くBNPパリバが所有するバンク・オブ・ザ・ウェスト（本部：サンフランシスコ）の配下にある。
2001年にグアムおよびサイパンの支店をユニオン・バンクから得ている。
2016年8月、ファースト・ハワイアン・バンクは全体株式の18パーセントを公開するIPOを行い、NASDAQへ上場した。
2017年1月、Forbesが発表した American's 100 Largest Banks によると総資産200億ドル、全米12位となっている。

## 同業他社
ハワイ州に本社がある銀行は支店も多く、個人・企業相手に手広く業務を展開している。  
- バンク・オブ・ハワイ
- セントラル・パシフィック・バンク
- アメリカンセービング銀行
- 連邦信用組合 (en:Federal Credit Unions：Hawaii Federal Credit Union、HawaiiUSA Federal Credit Union、Aloha Pacific Federal Credit Union、HFS Federal Credit Union、Kona Community Federal Credit Unionなど) [7] [8] [9]

ハワイ州以外に本社がある銀行はハワイ州では店舗も少なく、おもに企業相手に業務を行っている。